# Stictopelta
Stictopelta ist eine Gattung der Buckelzikaden oder Buckelzirpen (Membracidae), einer Familie der Rundkopfzikaden (Cicadomorpha) aus der Überfamilie der Membracoidea.

## Merkmale
Die Insekten sind ca. 7,5 bis 10,5 mm lang. Ihre Färbung ist sehr unterschiedlich, gelb, orange, braun, schwarz oder eine Kombination der genannten Farben. Der Körper ist länglich, ohne Auswüchse oder Dornen, das Pronotum hat lediglich einen geraden Fortsatz nach hinten, der die Flügel großteils bedeckt. Das Pronotum ist relativ glatt und nur fein punktiert. Der Kopf ist nahezu rechteckig, etwa doppelt so breit wie lang (hoch) und unten gerundet. Direkt hinter den Augen ist ein charakteristischer, kleiner runder Lappen. Die Vorderflügel sind transparent, relativ lang und schmal, sie haben fünf Apicalzellen und zwei auffallende Längsadern, die etwa in der Mitte gegabelt sind. Die Gattungen Hebetica und Hebeticoides sind sehr ähnlich, sie können jedoch an der Kopfform und der Flügeladerung von Stictopelta unterschieden werden.

## Lebensweise
Über die Lebensweise dieser Buckelzikaden ist praktisch nichts bekannt. Sie werden meistens einzeln gefangen, scheinen also nicht in Gruppen zu leben. Sie leben auf verschiedenen Pflanzen und saugen Pflanzensaft.

## Verbreitung und Arten
Die Gattung enthält 21 Arten, die in der Neotropis und Nearktis vorkommen. Stictopelta acutula, S. indeterminata und S. fraterna sind aus etlichen Ländern bekannt. In den USA kommen folgende Arten vor: S. carulea, S. marmorata, S. nova, S. pulchella und S. varians.